# Lúcia de Almeida Braga
Lucia Nabuco de Almeida Braga (Rio de Janeiro, 8 de novembro de 1960) é uma empresária do ramo editorial. É filha do banqueiro Antônio Carlos de Almeida Braga e da empresária Vivi Nabuco. É assim chamada em homenagem a sua avó paterna, Lúcia Quirino dos Santos Pereira Bueno.
Por oito anos produziu, junto à sua mãe Vivi Nabuco, livros de cortesia do Banco Icatu, que pertence à família Almeida Braga. Então, em 2002, as duas criaram a editora Bem-Te-Vi Produções Literárias, voltada para cultura brasileira em geral.

## Produtora
Lúcia de Almeida Braga foi produtora executiva do filme Fonte de Saudade (1985) e produtora associada em Apolônio Brasil, Campeão da Alegria (2003).

## Vida pessoal
É casada com o arquiteto Márcio Rebello, com quem tem três filhos: Antonio, Fátima e José. Tem dois irmãos mais velhos, Kati de Almeida Braga e Luiz Antônio Nabuco de Almeida Braga, e uma irmã, Sylvia Nabuco de Almeida Braga, além de duas meio-irmãs, Maria Konder de Almeida Braga e Joana Konder de Almeida Braga.